# Peach Springs
Peach Springs (hualapai Hàkđugwi:v) és una concentració de població designada pel cens dels Estats Units a l'estat d'Arizona. Segons el cens del 2000 tenia 600 habitants.

## Demografia
Segons el cens del 2000, Peach Springs tenia 600 habitants, 166 habitatges, i 139 famílies La densitat de població era de 33,7 habitants/km².
Dels 166 habitatges en un 48,2% hi vivien nens de menys de 18 anys, en un 38,6% hi vivien parelles casades, en un 35,5% dones solteres, i en un 15,7% no eren unitats familiars. En el 12,7% dels habitatges hi vivien persones soles el 3,6% de les quals corresponia a persones de 65 anys o més que vivien soles. El nombre mitjà de persones vivint en cada habitatge era de 3,61 i el nombre mitjà de persones que vivien en cada família era de 3,83.
Per edats la població es repartia de la següent manera: un 40,5% tenia menys de 18 anys, un 10% entre 18 i 24, un 25,8% entre 25 i 44, un 17,3% de 45 a 60 i un 6,3% 65 anys o més.
L'edat mediana era de 24 anys. Per cada 100 dones de 18 o més anys hi havia 84 homes.
La renda mediana per habitatge era de 18.194 $ i la renda mediana per família de 17.292 $. Els homes tenien una renda mediana de 20.833 $ mentre que les dones 15.500 $. La renda per capita de la població era de 6.756 $. Aproximadament el 38,2% de les famílies i el 36,6% de la població estaven per davall del llindar de pobresa.

## Poblacions més properes
El següent diagrama mostra les poblacions més properes.